# El verso
 El verso  es una película de Argentina dirigida por Santiago Carlos Oves sobre su propio guion que se estrenó el 15 de febrero de 1996 y que tuvo como actores principales a Luis Brandoni, Virginia Lago,  Hugo Arana y Marcos Zucker.

## Sinopsis
En un clima entre el sainete y el grotesco, un vendedor ambulante lucha contra sus problemas económicos mientras sus engaños y frustraciones alejan a su familia.

## Reparto
- Luis Brandoni …Juan
- Virginia Lago …Rosa
- Hugo Arana …Pedro
- Marcos Zucker …Rumano
- Tincho Zabala …Gallego
- Andrea Tenuta …Miriam
- Héctor Tealdi …Vicente
- Juan Manuel Álvarez ...Javier
- Jorge Ábalo …Hombre ruso
- Héctor Araujo	...Operador radio
- Orlando Arreguez	...	Mozo cantina
- Roxana Belda	...Chica radio 4
- Ernesto Bernals...	Vecino televisor
- Leonardo Bianco	...Pasajero colectivo 1
- Oscar Boccia	...	Patrón
- Joana Bufo	...	Niña almacén
- Nicolas Caba	...Sebastián
- Teresa Calero	...	Clienta supermercado
- María Laura Fernandez	...Chica radio 2
- Perla Fernandez	...Pasajero colectivo 2
- Ágatha Fresco	...Pasajero colectivo 1
- Andrea Giase	...Dama radio 1
- Carlos Goglino	...Pasajero colectivo 1
- Paula González	...	Chica radio 5
- María Jose Gorozo	...	Escultora
- Victor Huichaqueo	...Pasajero colectivo 2
- Carlos Lanari	...	Tecladista
- Sergio López Castellanos	...	Carlitos
- Paz Maciel	...Chica radio 3
- Juan Marín	...	Pasajero colectivo 2
- Laura Matas	...Dama radio 2
- Jorge Antonio Miño	...	Pasajero colectivo 1
- Pablo Moretti	...Productor radio
- Veronica Moya...Chica radio 1
- Andrea Ortiz	...	Pasajero colectivo 2
- Roberto Antonio Ortiz	...Pasajero colectivo 2
- Susana Sisto	...	Señora que rie
- Alejandra Sneider	...Pasajero colectivo 1
- Carolina Sorin...	Chica radio 6
- Héctor Totra	...	Portero hotel
- Déborah Vidret...	Pasajero colectivo 1
- Carlos Viggiano...	Bandoneonista ciego
- Diego Wainstein …Muchacho ruso

## Comentarios
Gustavo Noriega en El Amante del Cine  escribió:

«Cabal exponente del cine argentino que más atrasa.»

Claudio España en La Nación opinó:

«El verso es un film social…sin afán pintoresquista ni turístico, solo marginal. La película huele a inmensa mayoría»

Néstor Tirri en Clarín dijo:

«El pequeño universo que describe Oves es genuino porque responde a los mismos condicionantes histórico-económicos que generaron el sainete en los años treinta: seres que han conocido una vida digna, y a quienes la mishiadura ha condenado al fracaso.»

Manrupe y Portela escriben:

«Sostenido sospechosamente en las actuaciones de sus personajes, el director personaliza el drama de la lucha por la subsistencia, culpando a “la competencia feroz, la recesión y el capitalismo salvaje”. La Boca, el Riachuelo prestan el escenario para un grotesco que no da para demasiada risa, ni aporta nada nuevo»

## Premios y nominaciones
Asociación de Cronistas Cinematográficos de la Argentina, Premios Cóndor de Plata 1997
- Marcos Zucker nominado al Premio al Mejor Actor de Reparto.

Festival de Cine de Bogotá 1996
- Santiago Carlos Oves ganador del Premio Círculo Precolombino de Bronce y nominado para el Premio Círculo Precolombino de Oro.